# والتر وليامز (لاعب كرة قدم)
والتر وليامز (بالإسبانية: José Walter Williams Castillo)‏ (30 سبتمبر 1983 بلا سيبا في هندوراس - ) هو لاعب كرة قدم هندوراسي في مركز الدفاع. شارك مع منتخب هندوراس لكرة القدم. أما مع النوادي، فقد لعب مع نادي ماراثون ونادي بيدا ونادي فيكتوريا وأتلاتيكو خولوما ونادي ريال سوسيداد وباريلاس وان.

## وصلات خارجية
- والتر وليامز على موقع قاعدة بيانات كرة القدم.إي يو (الإنجليزية)
- والتر وليامز على موقع ناشيونال فوتبول تيمز (الإنجليزية)
- والتر وليامز على موقع Soccerway.com (الإنجليزية)